# Koepel (ruimtelijke figuur)
Een koepel is in de meetkunde een veelvlak. De drie mogelijke koepels zijn een johnsonlichaam. Het bovenvlak en het grondvlak van een koepel zijn evenwijdig, het bovenvlak is een regelmatige {\displaystyle n}-hoek en het grondvlak een regelmatige veelhoek met {\displaystyle 2n} hoeken. De drie koepels zijn daarom ook een prismatoïde. Zij worden afwisselend verbonden met {\displaystyle n} gelijkzijdige driehoeken en {\displaystyle n} vierkanten.
Er zijn voor {\displaystyle n} drie mogelijkheden. Dat zijn de driehoekige koepel voor {\displaystyle n=3}, de vierkante koepel voor {\displaystyle n=4} en de vijfhoekige koepel voor {\displaystyle n=5}. De koepels worden naargelang {\displaystyle n} groter wordt vlakker. Ze zijn alle drie convex.

## Formules
De volgende twee formules geven de straal {\displaystyle R} van de omgeschreven cirkel van het grondvlak van een koepel en van de straal {\displaystyle r} van de omgeschreven cirkel van het bovenvlak. {\displaystyle n} is hierin het aantal zijden van het grondvlak en {\displaystyle a} de lengte van een zijde van de koepel:
- grondvlak:

{\displaystyle R={\frac {a}{2}}\left(\csc {\frac {\pi }{2n}}\right)}
- bovenvlak:

{\displaystyle r={\frac {a}{2}}\left(\csc {\frac {\pi }{n}}\right)}
{\displaystyle \csc } is de cosecans van een hoek.

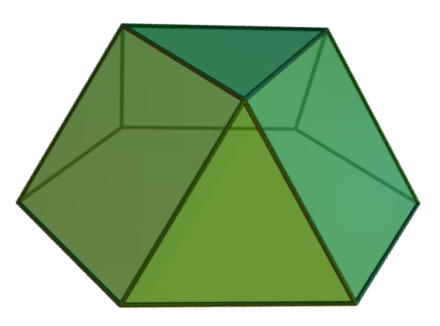
driehoekige koepel
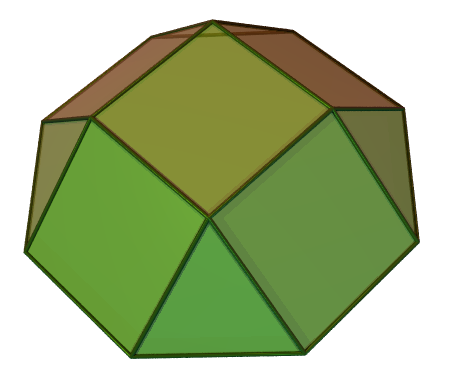
vierkante koepel
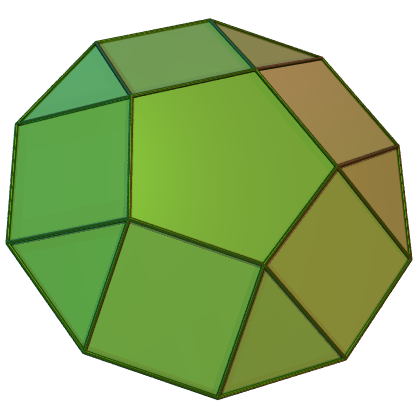
vijfhoekige koepel
geen koepel voor n = 6 De figuur is vlak.

## Websites
- (en)  MathWorld. Cupola.